# HH-tunneln
HH-tunneln är en föreslagen tunnel, egentligen flera tunnlar, under Öresund mellan Helsingborg och Helsingör. Förbindelsen planeras för persontåg och vägtrafik.
Studierna som gjorts före 2011 inom interreg-projektet IBU-Øresund föreslår en tunnelkonstruktion med två separata linjeföringar. En tunnel för vägtrafik och godståg dras strax söder om Helsingborg och Helsingör och förbinder därmed Helsingörmotorvägen med E4/E6 på den svenska sidan. Den andra tunnellinjen byggs för persontågstrafik och får en central placering genom att den dras mellan Helsingborgs centrum och Helsingörs centrum. Kostnaden beräknades uppgå till totalt cirka 32 miljarder danska kronor.
Det finns ännu inga beslut om byggandet av HH-förbindelsen. Varken den danska eller svenska regeringen är beredda att sätta ett årtal för byggstart. I Danmark har man avvisat tanken på att betala för byggandet av anslutande banor. Projektet har däremot ett stort politiskt stöd regionalt. Helsingborgs stad har tillsammans med Helsingörs kommun och ytterligare aktörer i Sverige och Danmark bildat nätverket HH-gruppen som tillsammans arbetar för att driva frågan framåt. 
I Danmark såg politikerna år 2012 inte projektet som angeläget. Dock påbörjades en förstudie i juli 2018 av berörda myndigheter (Vejdirektoratet, Trafik- Bygge- og Boligstyrelsen och Trafikverket). Direktiven för denna förstudie innehåller ingen godstågstunnel.

## Utredning
2018–2020 görs en dansk-svensk utredning om möjligheterna för en fast förbindelse i norra Öresund mellan Helsingör och Helsingborg. Detta efter att danska regeringen med transportminister Ole Birk Olesen öppnat 2017 för att stödja en ny fast förbindelse. Danska regeringen har dock (2018) avvisat förslaget Europaspåret om en järnvägstunnel för gods- och persontrafik mellan Köpenhamn och Landskrona. Den 25 januari 2021 meddelar Trafikverket tillsammans med danska Vejdirektoratet att utredningen är klar. Den visar att en tunnel för fordonstrafik skulle kunna finansieras med vägavgifter, men att nyttan med en  tågtunnel inte skulle motivera kostnaden. Ingen fortsättning av järnvägen föreslås till Köpenhamn, och godstrafik planeras inte. Restiden på 45 minuter som gäller Helsingör-Köpenhamn (46 km, 61 km/h, år 2022) kommer i huvudsak fortsätta gälla. Dock kommer om tågtunneln byggs restiden Helsingborg-Köpenhamn (som 2022 är 79 minuter via Öresundsbron) förkortas väsentligt.

## Anslutande byggen
För järnvägens del kan stora anslutande byggen komma att behövas. Järnvägen Helsingborg-Hässleholm måste byggas ut till dubbelspår för godstrafikens skull, om det ska bli godstrafik i tunneln, eftersom det inte finns plats med många fler tåg på dagens enkelspår. En ny järnväg behöver byggas mellan Helsingör och en plats söder om Köpenhamn för godstågen, eftersom den befintliga järnvägen är fylld av lokaltåg som går genom många bostadsområden.[källa behövs]
För vägtrafikens skull kan en ny motorvägsförbifart behövas på grund av hög belastning i Köpenhamnsområdet.[källa behövs] En sådan diskuteras (2011) i Danmark, men det är osäkert politiskt stöd för detta.
Kostnaderna för anslutande byggen blir störst på den danska sidan. Det är ett huvudskäl till måttligt danskt intresse. Sveriges regering har inte tidigare betalat väg och järnvägsbyggen utomlands och har inte visat intresse att betala för de danska anslutningarna (Öresundsbron betalades av ett statligt bolag med lånade pengar som betalas av med hjälp av broavgifter på flera hundra kronor per bil).

## Alternativ
Danska regeringen har varit tveksam till en HH-tunnel, eftersom mycket behöver byggas utöver tunneln och skulle ge buller på nya platser med tillhörande protester från boende. I stället för en godstågstunnel Helsingborg-Helsingör har Danmarks transportminister Henrik Dam Kristensen föreslagit (2011) en godstågstunnel mellan Pepparholm och Hvidovre väster om Kastrup. Det finns säkerhetskrav som hindrar att ett godståg som medför farligt gods befinner sig i samma rör Drogdentunneln samtidigt som andra tåg, och Öresundsbron klarar ännu högre trafikmängd. Inget mer skulle då behöva byggas för godstrafikens skull i närområdet eftersom det numera finns separata person- och godsbanor förbi Malmö, och sedan 2019 dubbla banor mellan Köpenhamn och Ringsted (Köpenhamn–Ringsted-banan och Vestbanen).